# شانک‌ماهی پخمه
شانک‌ماهی پخمه (نام علمی: Calamus bajonado) نام یک گونه از تیره شانک‌ماهیان است.